# Анђелко Заблаћански
Анђелко Заблаћански (Глушци, Богатић, 4. децембар 1959) српски је песник, прозни писац, афористичар, и преводилац поезије са руског језика.

## Биографија
Пише и објављује од ране младости и досад је публиковао четрнаест књига.
Покретач је и главни и одговорни уредник часописа за књижевност Суштина поетике.
Песме су му преведене на руски, енглески, мађарски и бугарски, афоризми на македонски, а и он преводи са руског језика.
Награђиван је у Русији на поетском фестивалу Поезија улице у Санкт Петербургу 2014. године.
На конкурсу Дринских књижевних сусрета 2022. у Зворнику освојио је прво место за рукопис збирке поезије Месечеве очи у конкуренцији песника из Србије, Босне и Херцеговине и Црне Горе.
Добитник је престижне награде Бранковог кола Печат вароши сремскокарловачке, за 2023. годину,  која се додељује за најбоље песничке књиге на српском језику, равноправно са још петоро песника, за збирку песама Месечеве очи.
Члан је Удружења књижевника Србије од 2019. године.
Живи у Глушцима.

## Дела
- Рам за слике из снова (1992)[14]
- Игра сенки (2004)[15]
- Палацање (2006), афоризми[16]
- Птица на прозору (2007)[17]
- Сан напукле јаве (2009)[18]
- Раскршћа несанице (2011)[19]
- Пијано праскозорје (2014)[20]
- Мали ноћни стихови (2019)[21]
- Од Пушкина до Капустина (2019)[22]
- Иза линије (2020)[23]
- Ноћи вучјег зова (2020)[24]
- Перо, метафоре, тинта (2021)[25]
- Кораци од сна/Steps from a dream (2022)[26]
- Месечеве очи (2022)[27]